# Slavoljub Muslin
Slavoljub ("Slavo") Muslin (Servisch: Славољуб Муслин) (Belgrado, 15 juni 1953) is een Frans-Servisch voormalig voetballer en voetbaltrainer. Hij is de vader van voetballer Marko Muslin.

## Spelerscarrière
Muslin is een zoon van een Kroatische vader (Duje Muslin) en een Servische moeder. Eind jaren 1960 begon zijn spelerscarrière bij OFK Belgrado. De verdediger vertrok in 1972 naar het naburige FK BASK, dat hij na een jaar verliet voor FK Rad.
Bij die club speelde hij zich in 1975 in de kijker van Rode Ster Belgrado. Muslin werd bij de Joegoslavische topclub een ploeggenoot van onder meer Dušan Savić, Vladislav Bogićević, Vladimir Petrović en Dragan Džajić. In zijn tweede seizoen voor Rode Ster veroverde Muslin voor het eerst de landstitel. In 1978 nam trainer Branko Stanković de sportieve leiding over en wist Rode Ster voor het eerst de finale van de UEFA Cup te bereiken. In die finale namen Muslin en zijn ploeggenoten het in mei 1979 twee keer op tegen het Borussia Mönchengladbach van trainer Udo Lattek. De heenwedstrijd in het Rode Sterstadion eindigde in een gelijkspel. De terugwedstrijd in Düsseldorf werd met het kleinste verschil gewonnen door Mönchengladbach. In zowel 1980 als 1981 veroverde Muslin opnieuw de landstitel.
Nadat hij voor de derde keer kampioen van Joegoslavië was geworden en hij de leeftijd van 28 jaar had bereikt, wat destijds volgens de Joegoslavische wetgeving de leeftijd was waarop een voetballer naar een buitenlandse competitie mocht verhuizen, trok Muslin naar Frankrijk. Hij sloot zich aan bij Lille OSC, waar hij meteen een titularis werd en twee jaar tegen de degradatie zou strijden. In 1983 arriveerde zijn ex-ploeggenoot Savić in Lille, maar koos hij er net als zijn collega Joël Henry voor om zelf de overstap te maken naar reeksgenoot Brest Armorique. In zijn eerste seizoen streed Muslin tegen de degradatie. Vanaf 1984 wist hij met Brest op te rukken naar de middenmoot. In 1986 zette hij een stap terug en ging hij aan de slag bij tweedeklasser SM Caen. De Franse club werd vicekampioen in Division 2, maar greep vervolgens in de barragewedstrijden naast de promotie. Na het seizoen 1986/87 zette Muslin een punt achter zijn spelerscarrière.

## Trainerscarrière

### Brest Armorique
Na het beëindigen van zijn spelerscarrière keerde Muslin terug naar Brest Armorique, waar hij de functie kreeg van sportief directeur. In 1988 degradeerde de club naar de tweede divisie, maar onder trainer Bernard Maligorne wist de club meteen vicekampioen te worden. In de daaropvolgende barragewedstrijden om promotie nam Muslin samen met zijn landgenoot Žarko Nedeljković plaats op de bank. Onder leiding van Muslin won Brest de barrageduels, waardoor de club opnieuw naar de hoogste afdeling promoveerde. In Division 1 nestelde Brest, dat in die periode over spelers als Bernard Lama, David Ginola, Roberto Cabañas en Corentin Martins beschikte, zich meteen in de veilige middenmoot. In 1991 zakte de Frans club om administratieve redenen naar de tweede divisie. Brest kreeg een transferverbod, zag doelman Lama vertrekken en stapelde de financiële problemen op. In december 1991 ging de club failliet, waarna het onder de naam Stade Brestois in Division 3 belandde.

### FC Pau
Muslin zelf ging ook aan de slag in Division 3. In 1992 werd hij coach van FC Pau. In de reeks "Centre-Ouest" werd zijn elftal kampioen, waardoor de club een jaar later in het Championnat National mocht starten. In 1995 werden de financiële problemen van Pau te groot, waardoor de club ondanks een plaats in de middenmoot opnieuw degradeerde.

### Bordeaux
Ondanks zijn verblijf in de lagere reeksen van het Franse voetbal wist Muslin in 1995 een transfer te versieren naar topclub Girondins de Bordeaux. Daar kreeg hij internationals als Zinédine Zidane, Christophe Dugarry, Bixente Lizarazu en Richard Witschge onder zijn hoede. Maar Muslin maakte geen goede indruk als coach van de getalenteerde spelersgroep. Bordeaux wist zich onder zijn leiding te kwalificeren voor de kwartfinale van de UEFA Cup door winst van de UEFA Intertoto Cup, maar slaagde er in de Franse competitie niet in om de andere topclubs bij te benen. In februari 1996 werd Muslin ontslagen. Zijn opvolger, de Duitsers Gernot Rohr, loodste Bordeaux vervolgens naar de finale van de UEFA Cup.

### RC Lens
Voor het seizoen 1996/97 werd Muslin hoofdcoach van RC Lens. Met deze club mocht hij net als een seizoen eerder deelnemen aan de UEFA Cup. Lens werd echter al in de eerste ronde uitgeschakeld door het Italiaanse Lazio. Ook in de Franse competitie presteerde Lens ondermaats, mede door de vele blessures van sterkhouders als Jean-Guy Wallemme en Éric Sikora. De club die in 1996 nog vijfde was geworden, zakte volledig weg. Begin maart 1997 werd Muslin vervangen door Roger Lemerre.

### Le Mans
Na twee teleurstellende seizoenen in de hoogste afdeling werd de Serviër in juli 1997 in dienst genomen als trainer van tweedeklasser Le Mans. Maar ook in Division 2 presteerde het elftal van Muslin ondermaats. Reeds in oktober 1997 werd hij aan de deur gezet. Onder zijn opvolger, de beginnende trainer Marc Westerloppe, vestigde Le Mans nadien een clubrecord van zestien duels zonder nederlaag.

### Raja Casablanca
Na de korte en onsuccesvolle doortocht bij Le Mans nam Muslin afscheid van het Franse voetbal. De inmiddels 45-jarige Serviër vertrok naar Marokko, waar hij trainer werd van topclub Raja Casablanca. Hij trad er in de voetsporen van Vahid Halilhodžić. Raja, dat de reputatie had erg defensief te spelen, won onder leiding van Muslin voor het tweede jaar op rij de landstitel. De club uit Casablanca incasseerde in het seizoen 1998/99 slechts veertien tegendoelpunten.

### Rode Ster Belgrado
In september 1999 keerde Muslin terug naar zijn geboortestad. Achttien jaar na zijn vertrek als speler werd hij hoofdcoach van de Joegoslavische topclub Rode Ster Belgrado. In zijn technische staf maakte hij plaats voor zijn landgenoot Aleksandar Janković, met wie hij midden jaren 1990 al eens had samengewerkt bij FC Pau. Janković werd eerst adviseur-scout en nadien de assistent van Muslin, die met Rode Ster in zowel 2000 als 2001 kampioen werd. In beide jaren bereikte de topclub ook telkens de bekerfinale. In 2000 won Rode Ster in de finale van Napredak Kruševac, een jaar later verloor het zelf van Partizan. In september 2001 werd Muslin opgevolgd door zijn vroegere ploeggenoot Zoran Filipović.

### Levski Sofia
Een half jaar later, in maart 2002, werd Muslin voorgesteld als de nieuwe coach van Levski Sofia. Bij de Bulgaarse topclub hield hij het een jaar vol. Tijdens zijn verblijf in Sofia won de club in 2002 de dubbel. In de Bulgaarse bekerfinale versloeg Levski stadsrivaal CSKA Sofia met 3-1.

### Rode Ster Belgrado (II)
In de zomer van 2003, het jaar waarin de confederatie Servië en Montenegro werd opgericht, keerde hij terug naar Rode Ster Belgrado, dat er in zijn afwezigheid niet in geslaagd was om opnieuw kampioen te worden. Na de terugkeer van Muslin groeide Rode Ster weer uit tot de grootste club van Belgrado. Zijn elftal sprong in de competitie over rivaal Partizan naar de eerste plaats en veroverde zo zijn eerste titel in de competitie van Servië en Montenegro. Ook in de beker trok het team van Muslin aan het langste eind. Rode Ster won in de finale met het kleinste verschil van Budućnost Banatski Dvor.

### Metaloerh Donetsk
Na het succesjaar maakte Muslin de overstap naar het Oekraïense Metaloerh Donetsk, dat onder impuls van makelaar Dmitri Selyuk, de latere ondervoorzitter van de club, hoofdzakelijk buitenlandse spelers aantrok. Zo mocht Muslin in de zomer van 2004 onder meer Igor Lolo, Andrés Mendoza en Giorgi Gachokidze verwelkomen. In de UEFA Cup werd zijn elftal net als Lens in 1996 al in de eerste ronde uitgeschakeld door Lazio. In de competitie wist Muslin zijn elftal naar de derde plaats te loodsen. Desondanks nam hij in maart 2005 ontslag omwille van een verschil in visie met de leiding van de club.

### Lokeren en Lokomotiv Moskou
Voor het seizoen 2005/06 belandde Muslin voor het eerst in België. Hij werd in de zomer van 2005 hoofdcoach van KSC Lokeren. Nog voor het einde van het jaar stapte hij samen met zijn assistent Janković op om bij de Russische topclub Lokomotiv Moskou aan de slag te gaan. Onder impuls van spits Dmitri Sytsjov steeg zijn elftal meteen naar de eerste plaats in de rangschikking. In Europa kende Lokomotiv minder succes. De Russische club werd in de eerste ronde van de UEFA Cup verrassend uitgeschakeld door Europees debutant Zulte Waregem. Toen Lokomotiv vervolgens in oktober 2006 ook de leidersplaats in de Russische competitie kwijtspeelde, werd Muslin aan de deur gezet.

### Lokeren (II)
Een maand later keerde Muslin terug naar het Lokeren van voorzitter Roger Lambrecht, die Muslin eerder al "een coach van wereldklasse" had genoemd. De club was onder trainer Ariël Jacobs slecht aan het seizoen 2006/07 begonnen. Muslin moest voorkomen dat de club degradeerde. Uiteindelijk verzamelde hij met Lokeren dertig punten, waardoor de Waaslanders net boven de degradatiezone eindigden. Na afloop van het seizoen werd de Serviër opgevolgd door Georges Leekens en ging zijn assistent Janković aan de slag als hoofdcoach van Rode Ster Belgrado.

### FC Khimki
Muslin zelf keerde terug naar Rusland, waar hij ditmaal trainer werd van FC Khimki. De club streed op het moment van zijn aanstelling tegen de degradatie. Net als een jaar eerder bij Lokeren zorgde Muslin ervoor dat zijn elftal net boven de gevarenzone bleef. Toen Khimki vervolgens ook slecht aan het seizoen 2008 begon, werd hij ontslagen. Vijf maanden later verhuisde hij naar het Wit-Russische Dinamo Minsk, met wie hij meteen vicekampioen werd. In het seizoen 2009 werd hij na enkele maanden ontslagen.

### Anorthosis Famagusta
In augustus 2009 tekende de Serviër een contract bij Anorthosis Famagusta. Hoewel de Cypriotische club, die een seizoen eerder nog de groepsfase van de UEFA Champions League had bereikt, onder zijn leiding meestreed om de titel, werd hij nog voor het einde van het seizoen ontslagen. De uitschakeling in de kwartfinale van de beker betekende het einde van zijn Cypriotisch avontuur.

### Krasnodar
Begin 2011 volgde Muslin bij FK Krasnodar hoofdcoach Sergei Tashuyev op. In de eerste fase van het seizoen 2011/12 eindigde Krasnodar op de negende plaats, waardoor het net in de groep om degradatievoetbal belandde. In die groep kende het team van Muslin weinig problemen en kon het zich makkelijk verzekeren van het behoud. In het daaropvolgende seizoen rukte Krasnodar op naar de vijfde plaats. Daardoor mocht de Russische club een seizoen later aan de Europa League deelnemen. In augustus 2013 werd Muslin ontslagen na de slechte competitiestart van zijn elftal.

### Amkar Perm
Muslin ging vervolgens voor de derde keer aan de slag in Rusland. In juni 2014 werd hij de nieuwe coach van Amkar Perm. Omwille van de slechte resultaten werd hij na de heenronde ontslagen.

### Standard Luik
Na afloop van het seizoen 2014/15 nam Standard Luik afscheid van trainer José Riga. De Luikse club werd vervolgens gelinkt aan Aleksandar Janković, de vroegere assistent van Muslin. Begin juni 2015 werd Muslin zelf aangesteld als hoofdcoach van Standard. Op 28 augustus 2015, een dag na de vroege uitschakeling van Standard in de Europa League, werd Muslin ontslagen.

## Erelijst
Als speler
 Rode Ster Belgrado
- Prva Liga (3): 1976/77, 1979/80, 1980/81

Als trainer
 Girondins de Bordeaux
- UEFA Intertoto Cup: 1995

 Rode Ster Belgrado
- Prva Liga (2): 1999/00, 2000/01
- Beker van Joegoslavië (1): 1999/00
- Prva savezna liga (1): 2003/04
- Beker van Servië en Montenegro (1): 2003/04

 Levski Sofia
- A Group (1): 2001/02
- Beker van Bulgarije (1): 2001/02